# Milesier (Irland)
Die Milesier (irisch Clann Mhíle, „Kinder des Míl“), manchmal auch Gälen genannt, waren ein mythisches irisches Geschlecht, das der schriftlichen Überlieferung nach von Míl Espáne (angeblich von lat. miles hispaniae „Soldat aus Spanien“) abstammte und nach dem Lebor Gabála Érenn („Buch der Landnahme Irlands“) als letzte Einwanderungswelle in Irland bezeichnet wird.

## Herkunft
Míl Espáne ist der mythische Stammherr der Milesier und soll seinerseits von Japhet, einem der Söhne Noahs, abstammen.
Nach dem Lebor Gabála Érenn kamen die Milesier aus Skythien und zogen über Griechenland, Ägypten und Spanien, wo Míl Espáne geboren wurde, nach Irland, wo sie sich endgültig niederließen. Unter Míls Söhnen wurde die Insel aufgeteilt.
Die Milesier werden manchmal als die Vor- oder Nachfahren der Goidelen gedeutet und deshalb auch als Gälen bezeichnet. Míls Großvater Ith soll von einem Turm an der spanischen Küste aus Irland gesehen haben und mit einigen Schiffen hingesegelt sein. Diese erste Invasion konnten die Túatha Dé Danann noch abwehren, aber den bald danach (am 1. Mai) unter der Führung Míls ankommenden Milesiern gelingt es mit Hilfe der Beschwörungen Amergins, das Land zu erobern. Sie landen im Südwesten der Insel in der Nähe der Slieve Mish Mountains (County Kerry). Die Tuatha werden von ihnen bei Teltown (County Meath, nach der Sagengestalt Tailtiu benannt) besiegt. Die drei Königinnen des Landes, Banba, Fohla und Ériu werden zusammen mit ihren Männern Sethor, Cethor und Tethor, den Söhnen Cermats,  getötet und die übrigen Tuatha gezwungen, in die unterirdischen Sidhe („Elfenhügel“) zu ziehen. Dort sollen sie erst als Landes-Götter der Milesier, nach der Christianisierung Irlands bis heute als Fairies oder Leprechauns weiterleben.

## Mittelalterliche Rezeption
Die Überlieferung der Abstammung der Milesier ist im Frühmittelalter in Anlehnung an das Alte Testament und verschiedene lateinische Werke entstanden. Bernhard Maier vermutet zu den Spekulationen über die Herkunft der Milesier aus Skythien und Spanien einen etymologischen Hintergrund, da die lateinischen Bezeichnungen Scythae mit Scoti (Iren, später Schotten) und (H)iberia mit Hibernia (Irland) gleichgesetzt worden wären.
Dubhaltach Mac Fhirbhisigh (Duald Mac Firbis) gibt in seinen Leabhar na nGenealach („Genealogische Abhandlungen“) von 1650 eine Beschreibung des Aussehens der verschiedenen nach Irland eingewanderten Völkerschaften,  die sich in früheren Quellen nicht findet. Demnach hätten die Nachkommen der Söhne des Míl weiße Haut, braunes Haar und zeichneten sich durch Mut, Ehrenhaftigkeit und Reichtum aus. Die Nachkommen der Túatha Dé Danann wären groß, blond und musikalisch und besäßen Kenntnisse in Magie und Medizin, während die Nachkommen der Fir Bolg schwarzhaarig, diebisch und wenig gastfreundlich wären.
Geoffrey Keatings Genealogien leiten die adeligen irischen Familien von zwei Söhnen Míls ab, nämlich Éber und Éremón.